# Başkarcı
Başkarcı ist eine Kleinstadt im Landkreis Denizli der gleichnamigen türkischen Provinz. Başkarcı liegt etwa 12 km westlich der Provinzhauptstadt Denizli. Başkarcı hatte laut der letzten Volkszählung 2.457 Einwohner (Stand Ende Dezember 2010).
Das Verwaltungsgebiet von Başkarcı gliedert sich in zwei Stadtteile, Aşağı Mahalle und Yukarı Mahalle, die jeweils von einem Muhtar verwaltet werden.